# Leonel Power
Leonel Power, mit Vornamen auch Leonell, Lionel, Lyonell oder latinisiert einfach Leonellus, mit Nachnamen auch Powero oder Polbero genannt, (* 1370 bis 1385; † 5. Juni 1445 in Canterbury) war ein englischer Komponist und Musiktheoretiker des späten Mittelalters und der frühen Renaissance. Das Leben und die Biografie von Power liegen weitgehend im Dunkeln. Auf Basis von Analysen seines frühen Musikstils wird eine Geburt im Zeitraum zwischen 1370 und 1385 angenommen. Power war neben John Dunstaple einer der führenden Figuren der Musik des frühen 15. Jahrhunderts in England.

## Leben und Werk
Power ist 1423 und 1441 bis 1445 in Zusammenhang mit der Kathedrale von Canterbury nachgewiesen. Wahrscheinlich unterrichtete er hier die Sängerknaben. Dies legt seine musiktheoretische Abhandlung Tretis ... upon the Gamme mit Anweisungen zur englischen Diskantpraxis nahe.
Powers frühe Werke übernehmen die Isorhythmik der französischen Ars nova. In seinem späteren Werk überwiegen Motetten ohne liturgischen Tenor. Diese Motetten nähern sich dem Klangstil Dunstaples. Manche Sätze sind sowohl unter dem Namen Dunstaples als auch unter dem Namen Powers überliefert. Zu Powers späten Werken gehört auch die Missa Alma redemptoris. Der gesicherte Werkbestand Powers umfasst nach Frank Ll. Harrison eine Messe, 22 Ordinariumssätze und 14 Motetten.